# Semachrysa jade
Semachrysa jade ist eine Florfliegenart, die in den malaysischen Provinzen Selangor und Sabah vorkommt. Bisher wurden nur sehr wenige Exemplare dieser Art gefunden, die alle Weibchen waren. Die Art kann leicht von allen übrigen Arten der Gattung Semachrysa durch ihre charakteristische Flügeladerung, den Fleck zwischen den Basen der Fühler, zwei Flecken auf der Frons sowie das siebte Hinterleibssternit, das posteromedial zugespitzt ist und ein Haarbüschel trägt, unterschieden werden. Die Art ähnelt auf Grund ihrer schwarzen Flecken am Kopf und den Flügeln Semachrysa wallacei.

## Merkmale
Bisher sind nur die Weibchen bekannt. Die Tiere haben eine Vorderflügellänge von 15,0 Millimetern, die Hinterflügel sind 13,5 bis 14,0 Millimeter lang. Sie sind hellgrün und gelb gefärbt und haben am Kopf, dem Hinterleib und an beiden Flügeln dunkle Flecken. Bei präparierten Tieren verblasst die Farbe zu blassgelb. Der Kopf ist gelb und trägt am Vertex zwischen den Fühlern einen schwarzen Fleck und außerdem einen ebensolchen, rechteckigen Fleck an der Frons unterhalb der Fühlerbasis, sowie proximal zum Rand der Facettenaugen. Die Stirnplatte hat seitlich einen braunen Schimmer. Das Labrum ist mittig eingebuchtet. Die Fühler sind blassgrün, ungemustert und etwas länger als die Vorderflügel. Ihr Flagellum trägt zumindest 50 Flagellomere. Die Palpen sind grün und ebenso ungemustert.
Der Prothorax ist grün und hat an den vorderen Seitenpartien des Pronotums einen kleinen braunen Fleck. Der Protothorax ist relativ spärlich mit kurzen, grünen Härchen besetzt. An den Seiten ist die Behaarung etwas dichter und dunkler. Das Mesonotum und das Metanotum sind gelbgrün, das Scutum ist bei präparierten Tieren dunkler, das Mesoscutellum ist blassgelb. Auch diese Körperteile sind spärlich blassgelb bis weiß behaart. Die Beine sind sehr hell grün gefärbt und mit weißen Härchen überzogen. Auf den Schienen (Tibien) der Vorderbeine sind die Setae distal kürzer und gelblich. An allen drei Beinpaaren sind die distalen Tarsenglieder und die Klauen bräunlich. Die Flügel sind ziemlich abgerundet. Der Costalbereich der Vorderflügel ist breit, basal abgerundet und zur Flügelspitze hin gerade. Beide Flügelpaare sind durchsichtig, haben überwiegend blassgrüne Flügeladern und tragen jeweils an ihrer Basis einen charakteristischen dunklen Fleck, der sich entlang der dort ebenso verdunkelten Flügeladern ausdehnt. Die Vorderflügel haben basal vier oder fünf Queradern zwischen den Adern R und Rs, die nach hinten zusammenlaufen. Rs nähert sich basal der Ader Psm an. Drei Queradern befinden sich zwischen den Adern Cu1 und Cu2, die erste hintere Querader zum Rand hin ist gegabelt, wobei ihr hinterer (posteriorer) Arm sich am Flügelrand mit der Ader Cu2 verbindet.
Der Hinterleib ist am Rücken gelbgrün, die Bauchseite ist weiß. Auf dem zweiten bis vierten Tergit befindet sich medial ein dunkler Streifen. Am dritten bis fünften Tergit befindet sich seitlich jeweils ein schlecht erkennbarer dunkler Fleck. Das achte Sternit trägt medial ein Büschel kurzer, kräftiger Setae. Das siebte Sternit hat einen breit zugespitzten posteromedialen Rand und trägt ein Büschel kurzer, dunkler Setae.

## Entdeckungsgeschichte
Im Mai 2011 war Hock Ping Guek, ein malaysischer Hobbyfotograf, im Selangor State Park nahe Kuala Lumpur unterwegs, um Makroaufnahmen von Waldinsekten zu machen. Er konzentrierte sich auf eher seltene Florfliegen, die sich auf Zweigen und Blättern niederließen. Während dieser Exkursion gelang ihm eine Nahaufnahme eines gelblichgrünen Insekts mit schwarzen Flecken auf den Flügeln. Er hatte das Insekt zuvor schon einmal gesehen, es flog damals jedoch davon, bevor er es fotografieren konnte. Nach seiner Rückkehr veröffentlichte er das Bild bei Flickr, mit dem Kommentar, dass er glücklich darüber sei, dass ihm nach vier Jahren Makrofotografie endlich eine respektable Aufnahme dieser Tiere gelungen ist. Shaun Winterton, ein leitender Entomologe am California Department of Food and Agriculture, sah dieses Foto bald darauf. Er war von den schwarzen Flügelmarkierungen angetan, die er noch nie zuvor bei einer Florfliegenart gesehen hatte. Trotz seiner umfangreichen Felderfahrung  war er nicht in der Lage, diese Art zu identifizieren. Kollegen, denen er das Foto zeigte, waren ebenfalls ratlos.
Winterton sandte Guek eine E-Mail und fragte ihn, ob er eine Probe hätte, da dies vermutlich eine unbeschriebene Art sei. Guek verneinte dies, da das fotografierte Exemplar kurz nach der Aufnahme davongeflogen war. Ein Jahr später sandte Guek Winterton eine weitere E-Mail und teilte ihm mit, dass er diese Florfliegenart erneut gesehen habe und diesmal in der Lage gewesen sei, ein Exemplar zu fangen. Winterton empfahl Guek, die Probe an Steven J. Brooks vom Natural History Museum in London zu senden. Brooks bestätigte später, dass es sich tatsächlich um eine unbekannte Art handelte. Gleichzeitig fand er anhand eines zuvor nicht klassifizierten und untersuchten Exemplars, das das Museum im Jahr 1981 erhalten hatte, heraus, dass die Art auch in der malaysischen Provinz Sabah auf Borneo vorkommt. Guek, Winterton und Brooks verfassten die wissenschaftliche Beschreibung gemeinsam mit Google Docs. Winterton benannte die Spezies nach seiner Tochter. In der Zusammenfassung des Artikels, der im August 2012 im Journal ZooKeys veröffentlicht wurde, bezeichneten die Autoren ihren Fund als „eine gemeinsame Entdeckung durch einen Citizen Scientist und professionelle Taxonomen“.

## Bilder

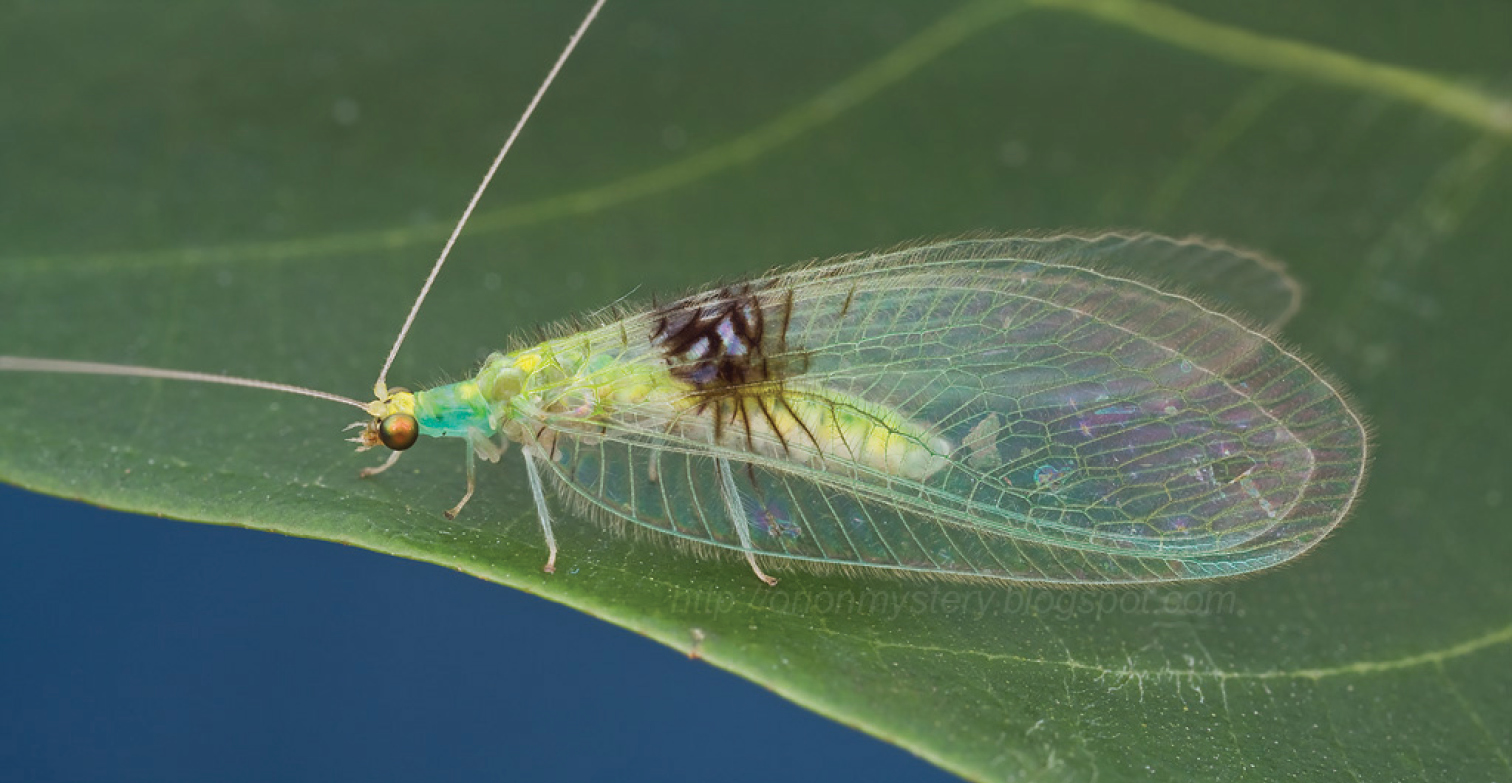
Weiblicher Holotypus
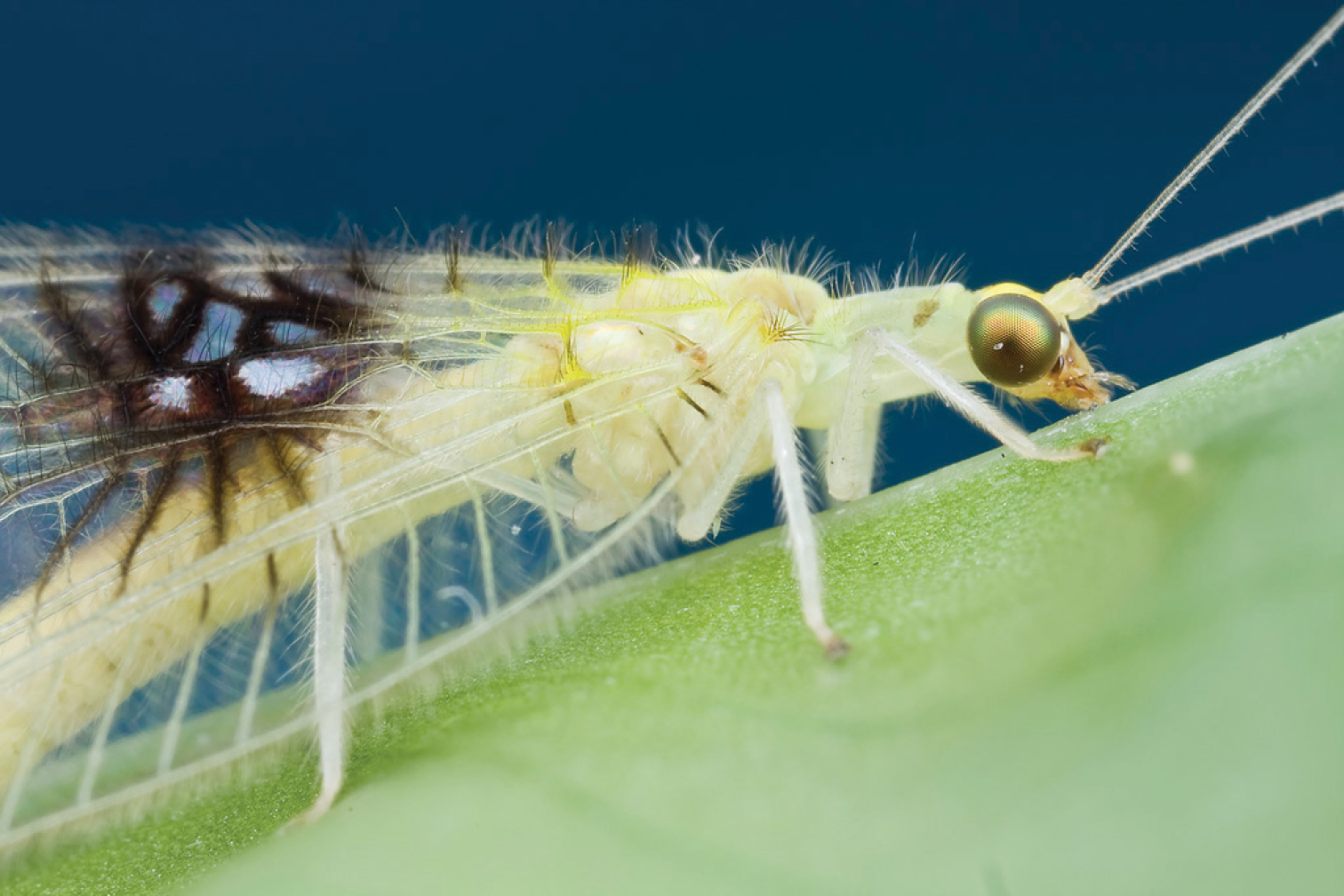
Ein weiteres Weibchen
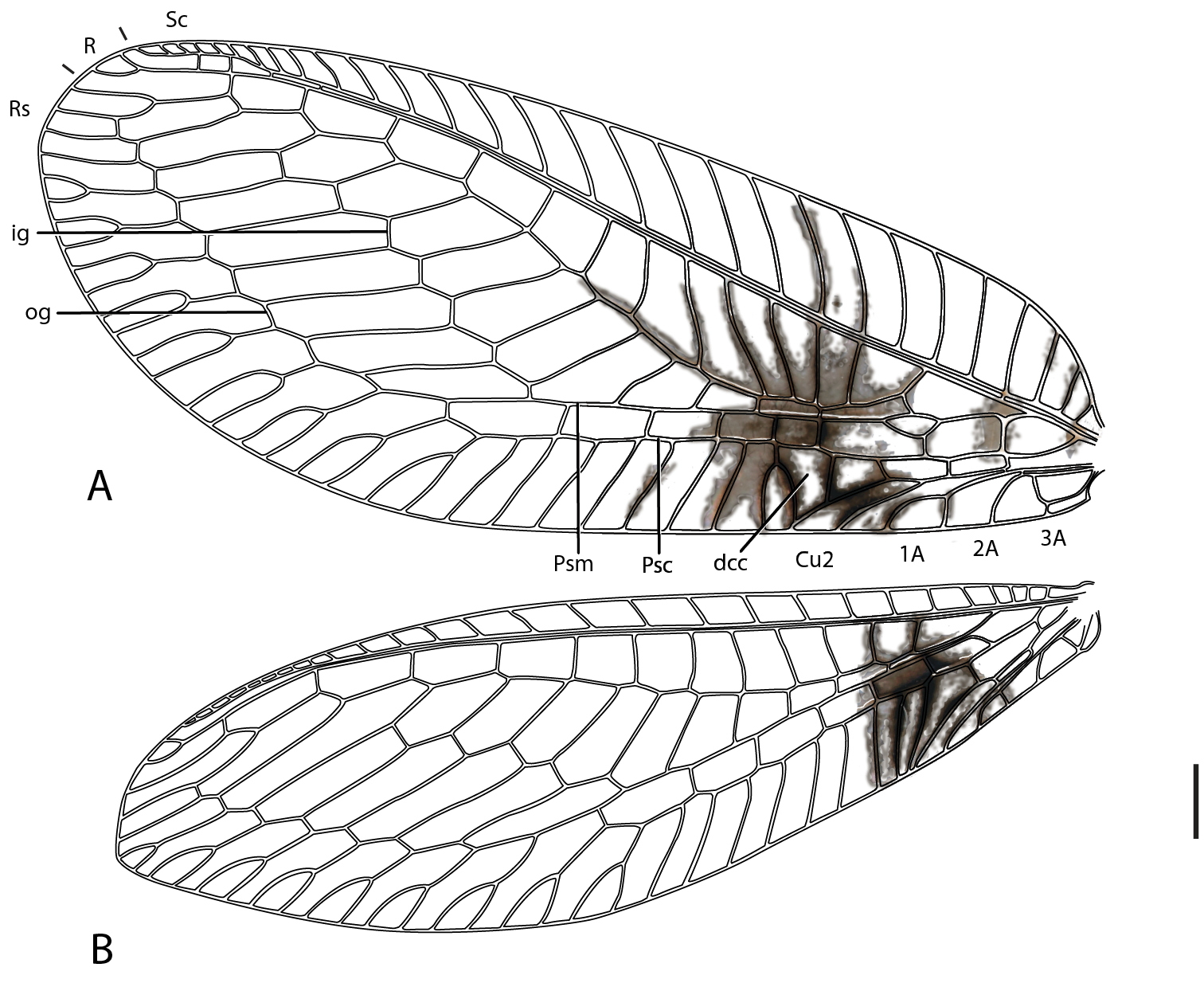
Flügelschema
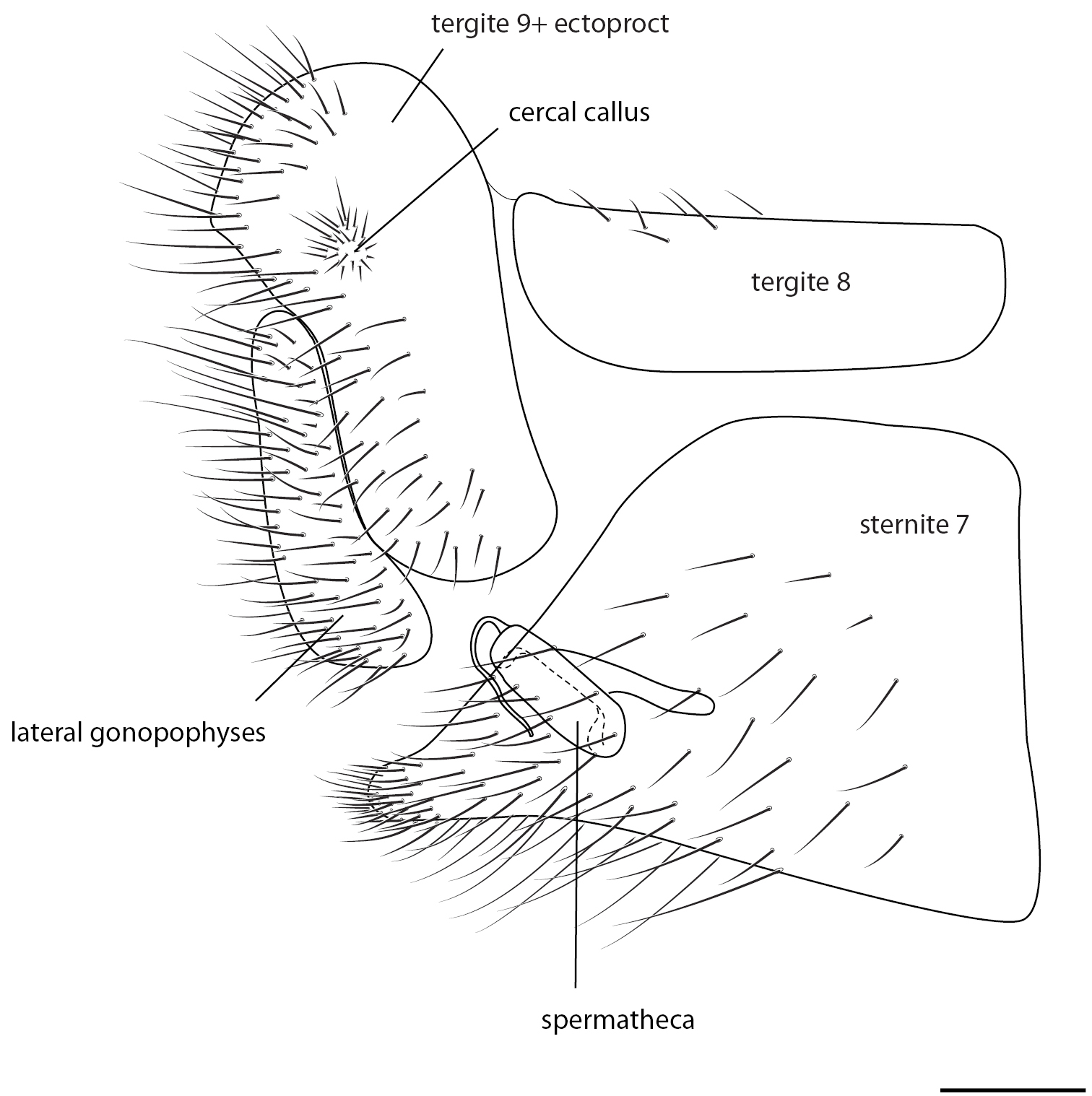
Genitalanhänge des Weibchens
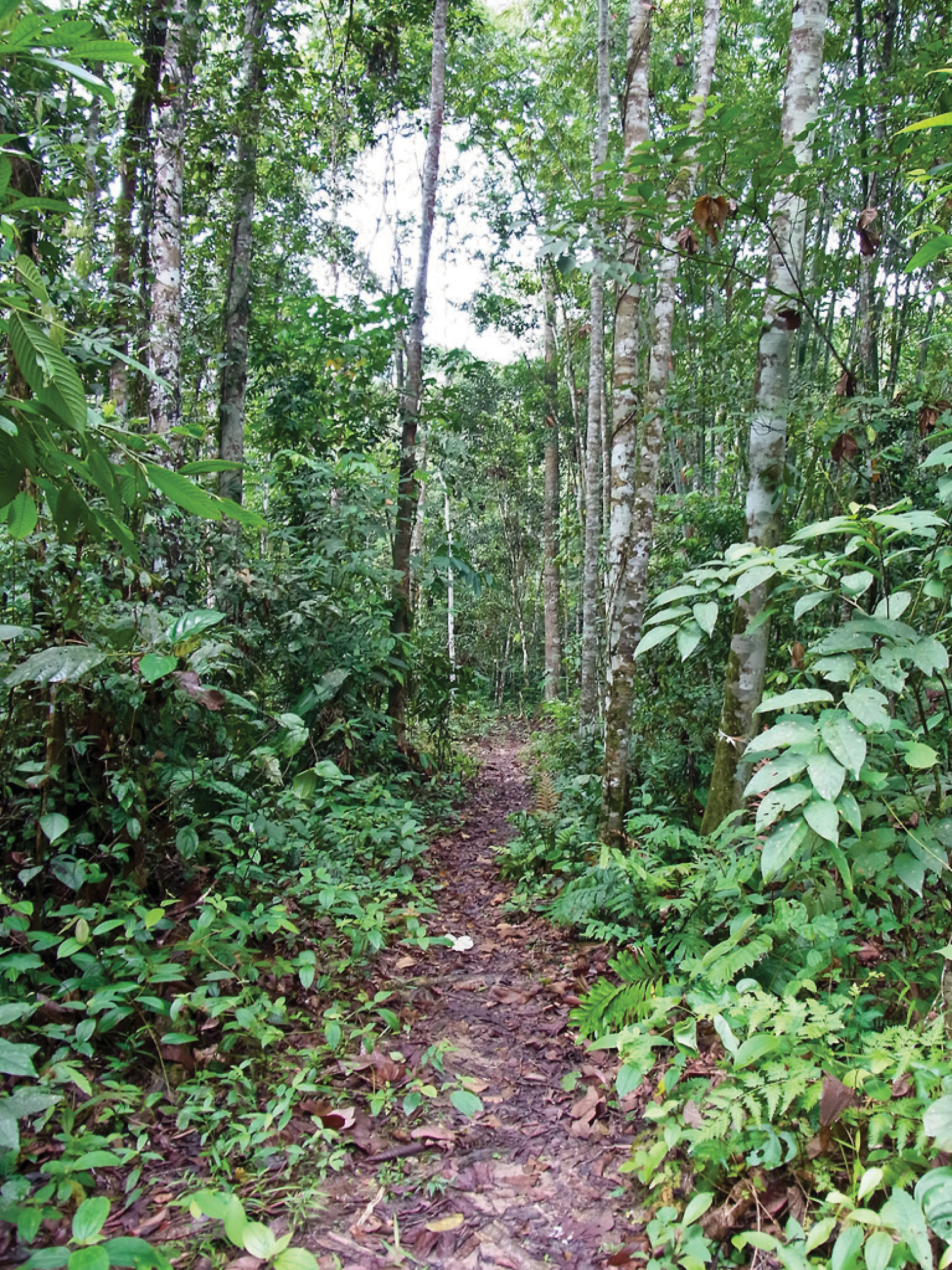
Fundort: Selangor State Park

## Belege